# Pecunia, si uti scis, ancilla est, si nescis, domina
La locuzione latina Pecunia, si uti scis, ancilla est, si nescis, domina tradotta i soldi se li sai usare ti servono, se non li sai usare ti sono padroni significa che se non usi il denaro con saggezza ne sarai schiavo.
La frase è stata spesso riportata in iscrizioni, come a Genova, a Verona e a Milano, oltre che in mostre oppure attestato anche da libri di secoli addietro.